# Via Gebennensis
 A Via Gebennensis ("estrada de Genebra") é um dos Caminhos de Santiago que parte de Genebra - ponto de chegada dos caminhos vindos da Alemanha e do resto da Suíça - e parte para Le Puy-en-Velay na Auvérnia (em francês, Auvergne) na França.

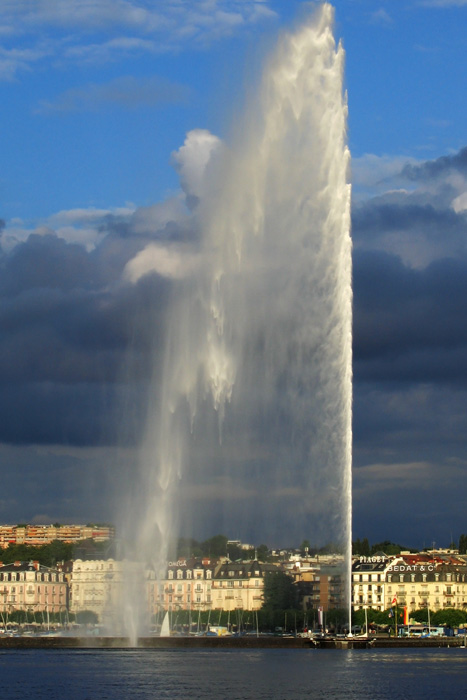
Jet d'Eau de Genebra

A partir deLe Puy-en-Velay o caminho chama-se Via Podiensis.
De Genebra a Pamplona, os dois caminhos Via Gebennensis e Via Podiensis, estão balizados como Percursos de Grande Rota, identificados pela sigla GR 65  - 

### FRA

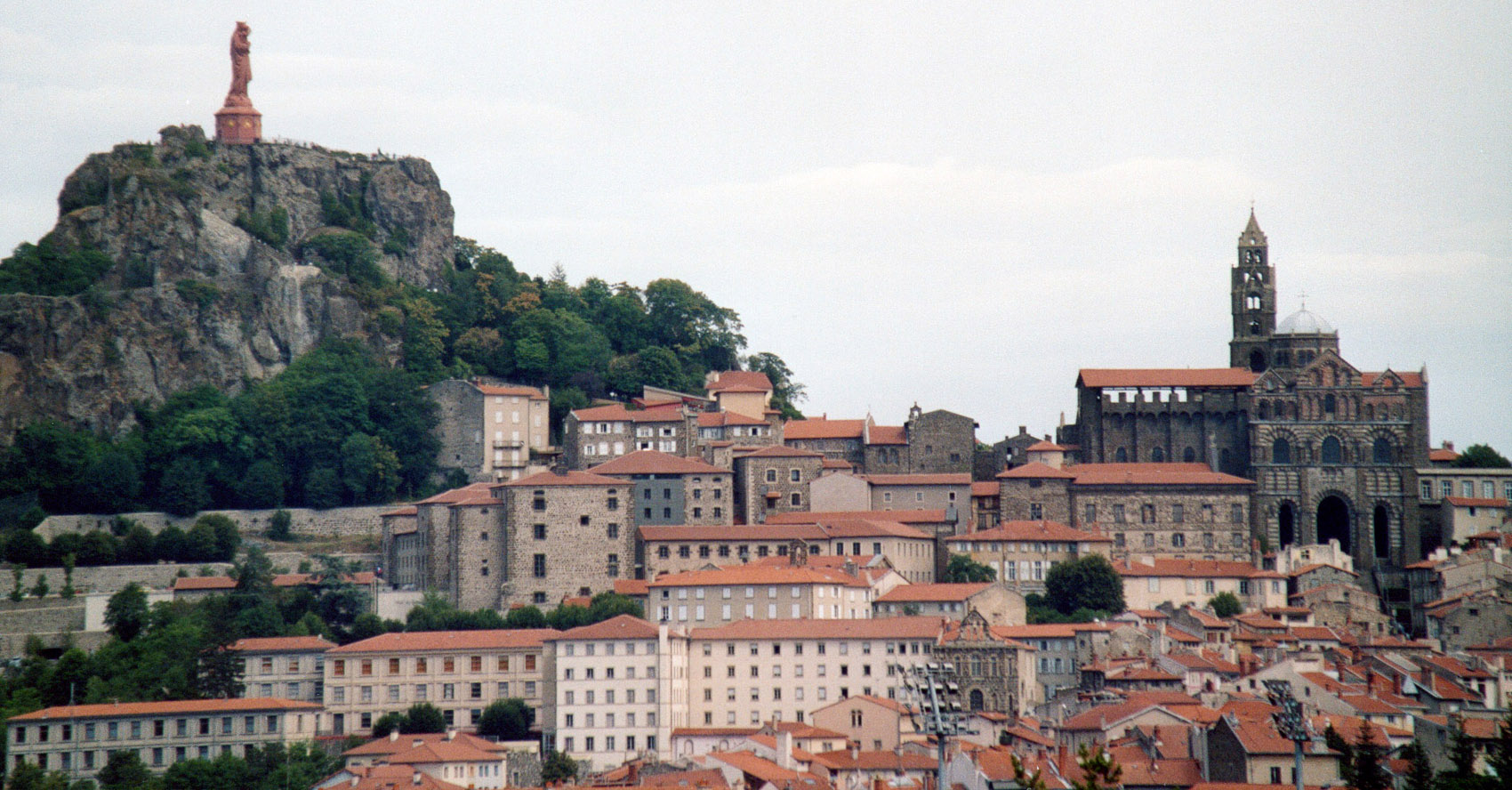
Le Puy-en-Velay

## Os caminhos actuais

### Suíça
- Genebra
- Carouge

### França
- Collonges-sous-Salève
- Frangy
- Seyssel (Alta Saboia)
- Saint-Genix-sur-Guiers
- Le Grand-Lemps
- Chavanay
- Montfaucon-en-Velay
- Le Puy-en-Velay